# Štarnov (Přemyslovice)
Štarnov (německy Sternheim) je vesnice, část obce Přemyslovice v okrese Prostějov. Nachází se asi 3 km na severozápad od Přemyslovic. Prochází zde silnice II/366. V roce 2009 zde bylo evidováno 66 adres. V roce 2001 zde trvale žilo 135 obyvatel.
Štarnov leží v katastrálním území Štarnov u Přemyslovic o rozloze 0,8 km2.

## Obyvatelstvo

### Struktura
Vývoj počtu obyvatel za celou obec i za jeho jednotlivé části uvádí tabulka níže, ve které se zobrazuje i příslušnost jednotlivých částí k obci či následné odtržení.
| Místní části   | Místní části | 1869 | 1880 | 1890 | 1900 | 1910 | 1921 | 1930 | 1950 | 1961 | 1970 | 1980 | 1991 | 2001 | 2011 |
| -------------- | ------------ | ---- | ---- | ---- | ---- | ---- | ---- | ---- | ---- | ---- | ---- | ---- | ---- | ---- | ---- |
| Počet obyvatel | část Štarnov | 270  | 214  | 240  | 234  | 276  | 266  | 419  | 287  | 440  | 480  | 408  | 278  | 270  | 294  |
| Počet domů     | část Štarnov | 36   | 38   | 40   | 42   | 44   | 46   | 79   | 120  | 0    | 118  | 110  | 118  | 116  | 122  |

## Fotogalerie

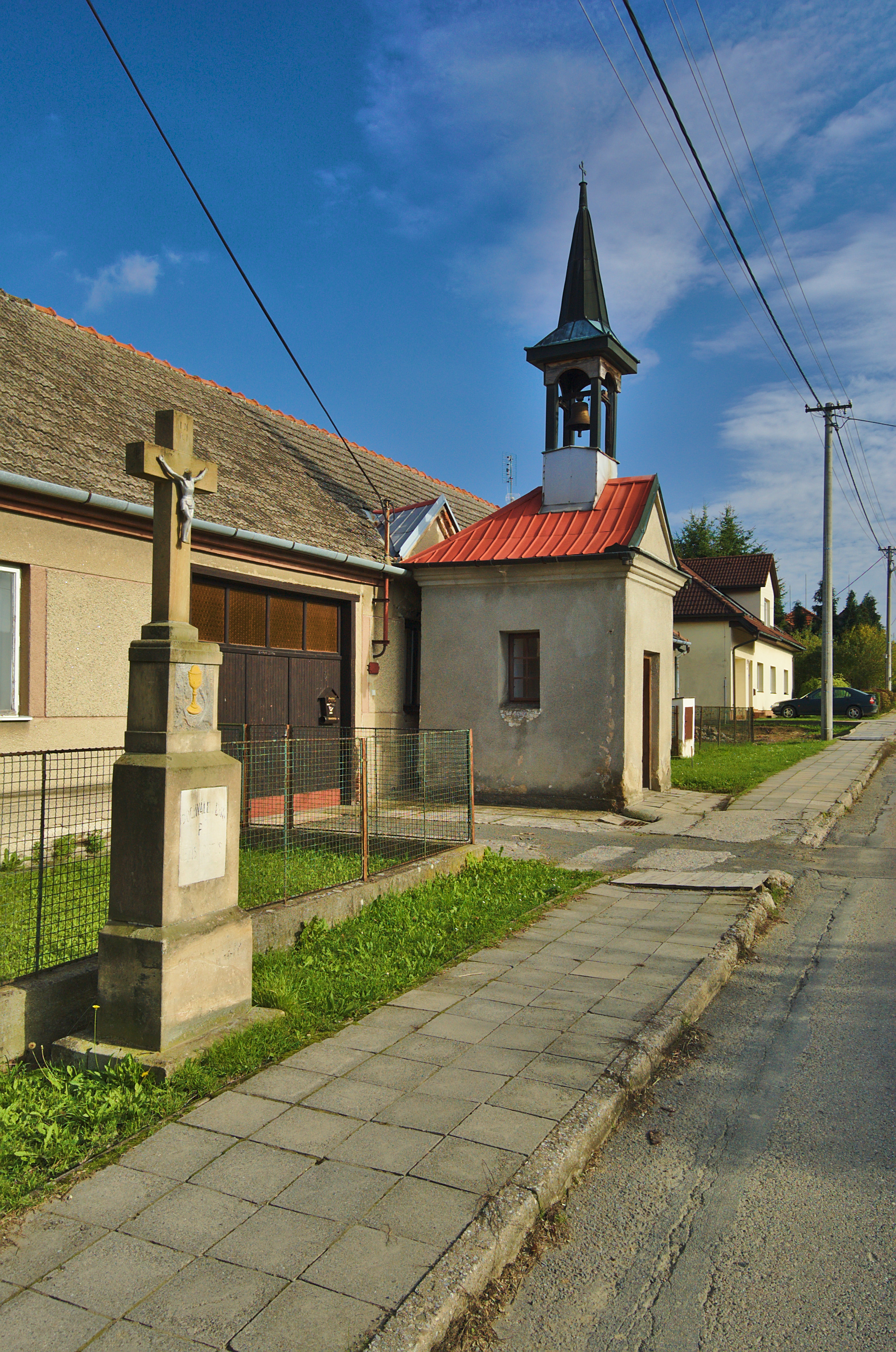
Kaple v jihovýchodní části obce
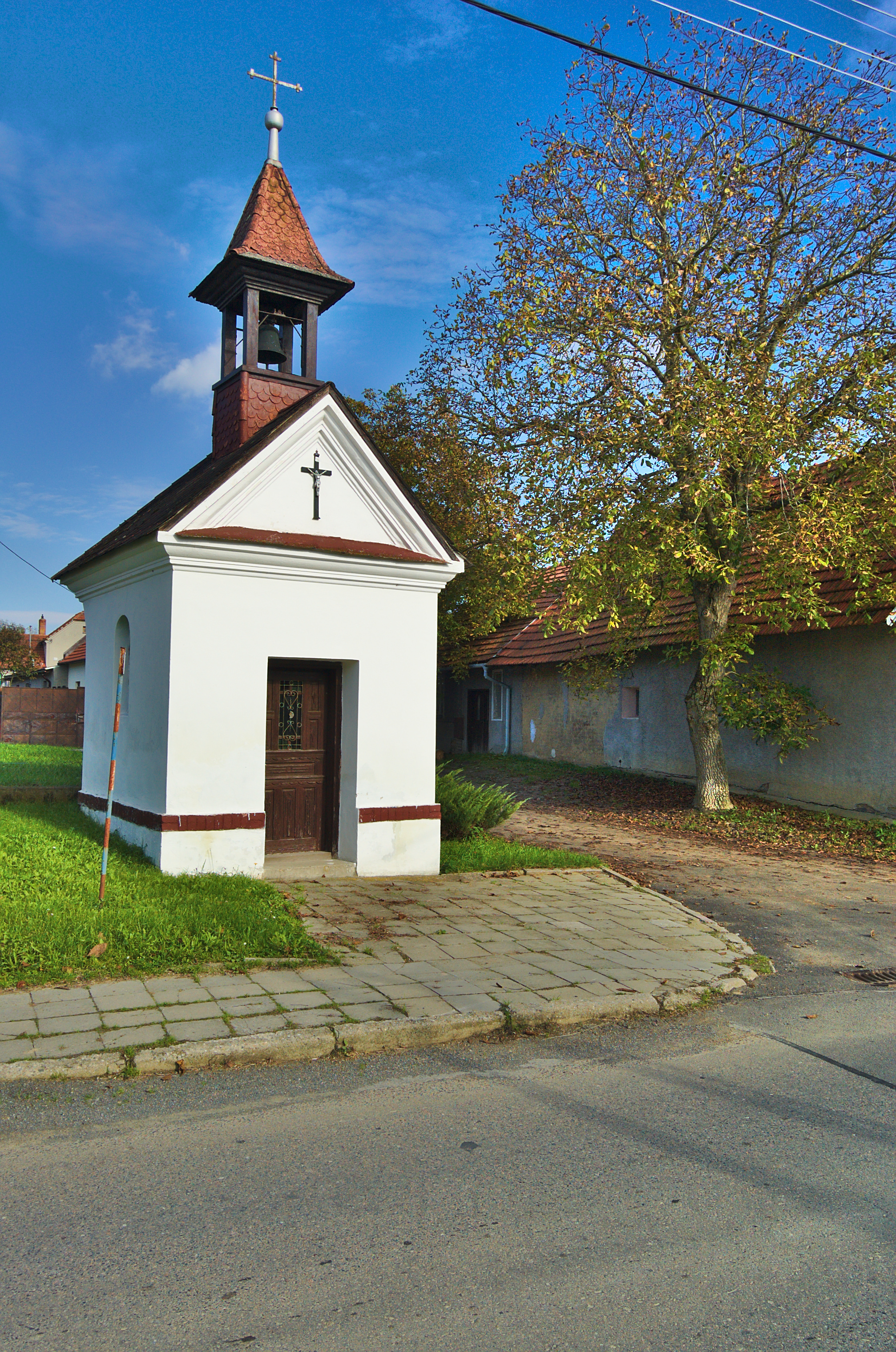
Kaple v severozápadní části obce
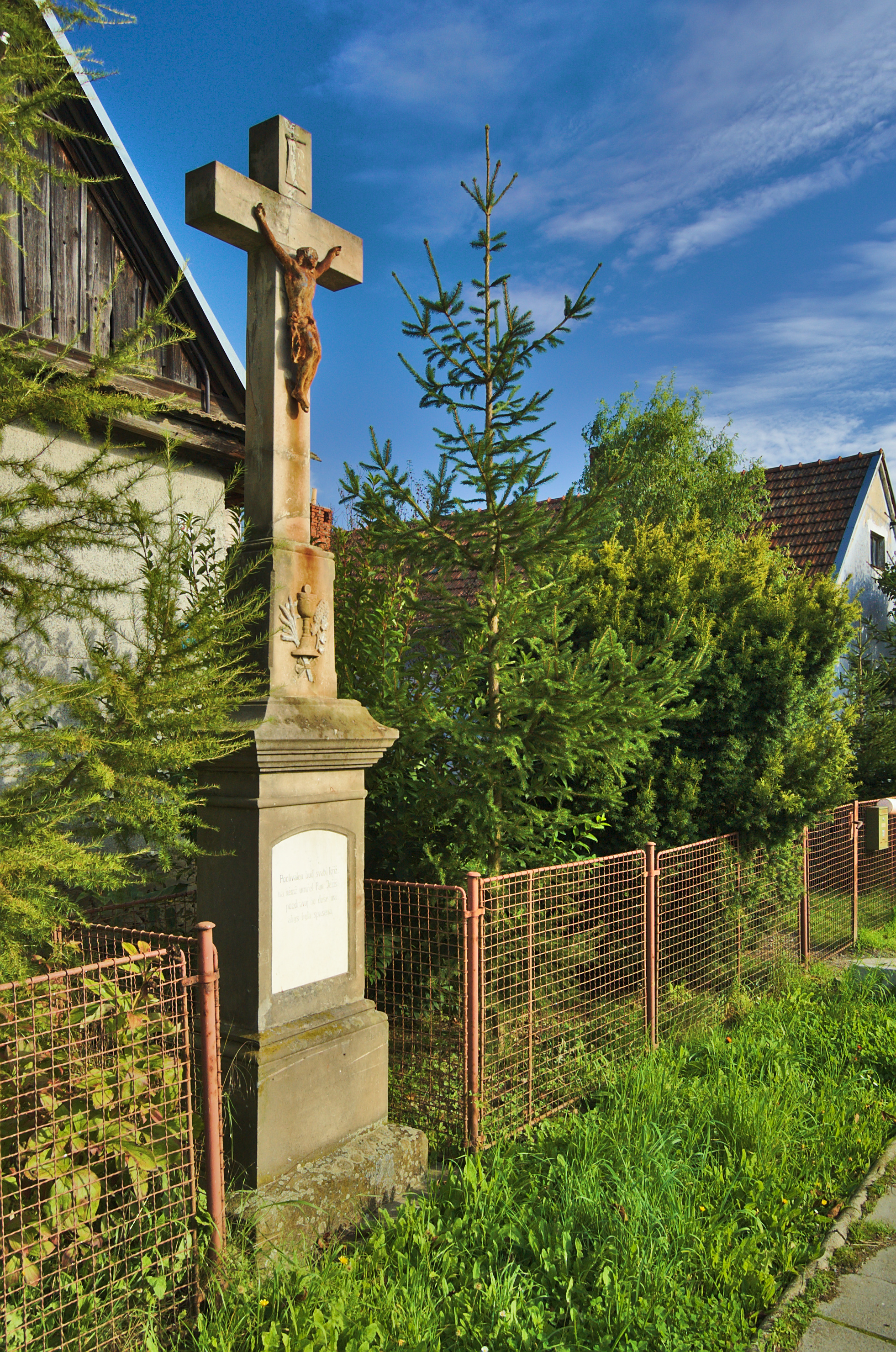
Kříž u hlavní silnice
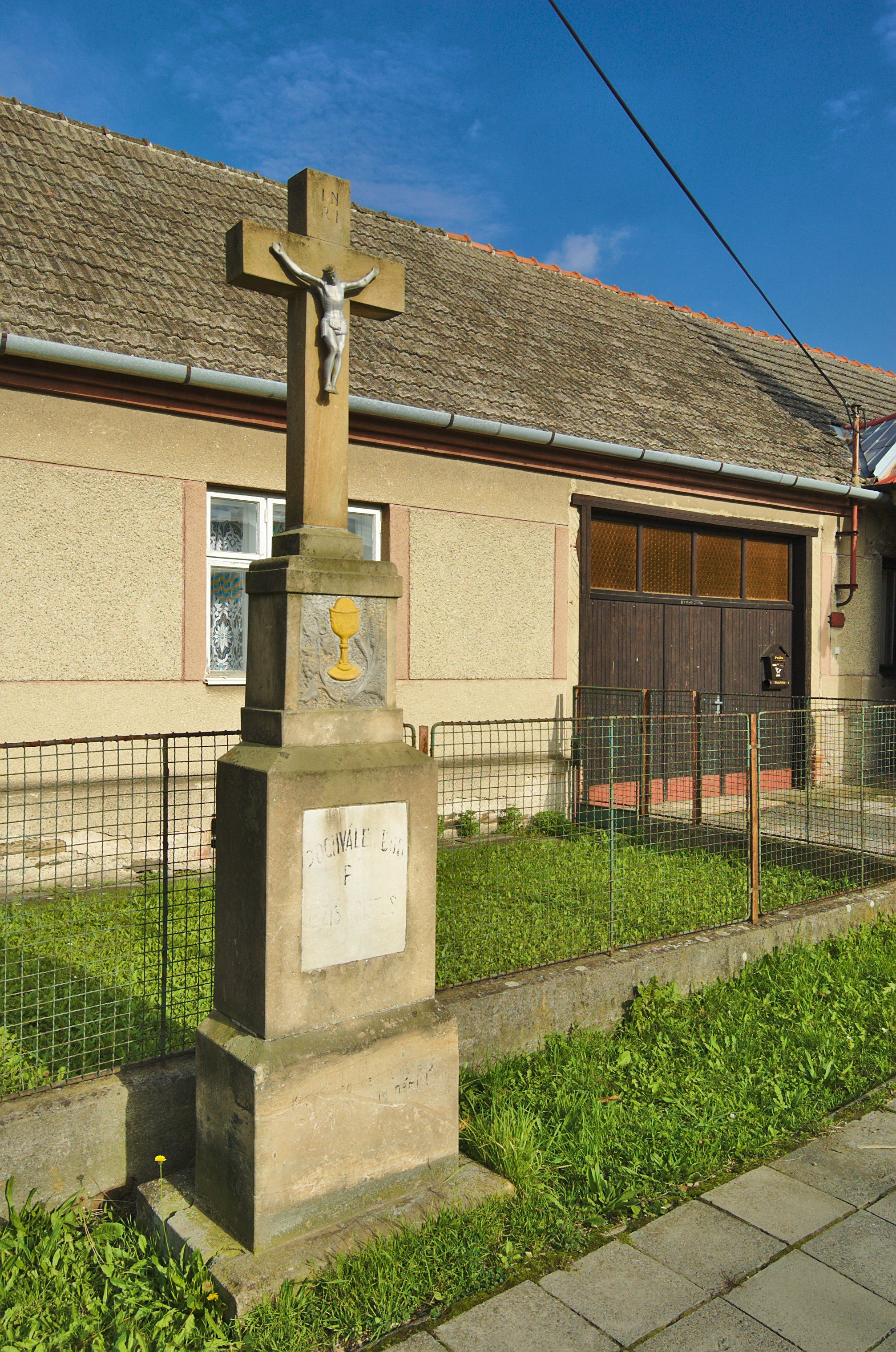
Kříž u kaple v jihovýchodní části obce